# 2024-es amerikai labdarúgókupa
A 2024-es US Open Cup volt a 109. alkalommal megrendezett amerikai labdarúgókupa. 
A címvédő a Houston Dynamo csapata volt, ám kiestek a tizenhatoddöntőben, a Detroit City ellen. A bajnoki trófeát a Los Angeles szerezte meg, a kupa történetében először, a Sporting Kansas City-t 3–1-re legyőzve a döntőben.

## Tizenhatoddöntő
| 2024. május 7. 19:00 EDT |

| Pittsburgh Riverhounds | 0–1 | Tulsa       |
| ---------------------- | --- | ----------- |
|                        |     | Goodrum 88' |

| Highmark Stadion, Pittsburgh, Pennsylvania Nézőszám: 1 131 Játékvezető: Brad Jensen |

| 2024. május 7. 19:30 EDT |

| Atlanta United           | 3–0 | Charlotte Independence |
| ------------------------ | --- | ---------------------- |
| Firmino 52' 71' Ríos 85' |     |                        |

| Fifth Third Stadion, Kennesaw, Georgia Nézőszám: 2 522 Játékvezető: Lorenzo Hernandez |

| 2024. május 7. 19:00 CDT |

| Houston Dynamo                          | 3–3  | Detroit City                            |
| --------------------------------------- | ---- | --------------------------------------- |
| Dorsey 6' Blessing 31' Carrasquilla 77' |      | Williams 41' Matthews 75' Rodriguez 83' |
| Büntetőpárbaj                           |      |                                         |
|                                         | 9–10 |                                         |

| Shell Energy Stadion, Houston, Texas Nézőszám: 7 540 Játékvezető: Elvis Osmanovic |

| 2024. május 7. 19:30 CDT |

| Dallas         | 1–0 | Memphis 901 |
| -------------- | --- | ----------- |
| Farrington 73' |     |             |

| Toyota Stadion, Frisco, Texas Nézőszám: 4 511 |

| 2024. május 7. 19:00 PDT |

| San Jose Earthquakes | 1–0 | Oakland Roots |
| -------------------- | --- | ------------- |
| Bouda 76'            |     |               |

| PayPal Park, San José, Kalifornia Nézőszám: 5 000 |

| 2024. május 7. 19:00 PDT |

| Orange County | 1–2 | Loudoun United  |
| ------------- | --- | --------------- |
| Amang 62'     |     | Leggett 22' 64' |

| Championship Soccer Stadion, Irvine, Kalifornia Nézőszám: 1 749 |

| 2024. május 7. 19:30 PDT |

| Sacramento Republic     | 2–0 | Monterey Bay |
| ----------------------- | --- | ------------ |
| Greene 27' Phillips 31' |     |              |

| Heart Health Park, Sacramento, Kalifornia Nézőszám: 2 900 |

| 2024. május 8. 19:00 EDT |

| Charleston Battery     | 3–2 (hosszabbítás után) | Tormenta                  |
| ---------------------- | ----------------------- | ------------------------- |
| Myers 21' 45+3' 120+1' |                         | Fonseca 40' Rodriguez 83' |

| Patriots Point Soccer Complex, Mount Pleasant, Dél-Karolina Nézőszám: 998 |

| 2024. május 8. 19:00 EDT |

| North Carolina | 1–2 (hosszabbítás után) | Phoenix Rising            |
| -------------- | ----------------------- | ------------------------- |
| Malou 80'      |                         | Azócar 9' Doratiotto 111' |

| WakeMed Soccer Park, Cary, Észak-Karolina Nézőszám: 822 |

| 2024. május 8. 19:00 EDT |

| Indy Eleven           | 2–0 | San Antonio |
| --------------------- | --- | ----------- |
| Williams 2' Blake 10' |     |             |

| Bud and Jackie Sellick Bowl, Indianapolis, Indiana Nézőszám: 4 086 |

| 2024. május 8. 19:30 EDT |

| New York City II | 1–0 | Colorado Springs Switchbacks |
| ---------------- | --- | ---------------------------- |
| Jiménez 6'       |     |                              |

| Belson Stadion, New York, New York Nézőszám: 360 |

| 2024. május 8. 19:30 EDT |

| Tampa Bay Rowdies                                   | 6–4 (hosszabbítás után) | Birmingham Legion                                                     |
| --------------------------------------------------- | ----------------------- | --------------------------------------------------------------------- |
| Rivera 25' Jennings 33' 45+6' 79' Arteaga 101' 109' |                         | Martínez 82' Hernandez-Foster 89' Tyler Pasher 90+3' 90+6' (11-esből) |

| Al Lang Stadion, St. Petersburg, Florida Nézőszám: 2 195 |

| 2024. május 8. 19:00 CDT |

| Union Omaha | 1–2 (hosszabbítás után) | Sporting Kansas City    |
| ----------- | ----------------------- | ----------------------- |
| Kunga 31'   |                         | Tzionis 48' Pulido 120' |

| Al F. Caniglia Field, Omaha, Nebraska Nézőszám: 4 733 |

| 2024. május 8. 19:00 MDT |

| New Mexico United                        | 4–2 | Real Salt Lake       |
| ---------------------------------------- | --- | -------------------- |
| Bailey 17' 19' Hernandez 45+4' Reyes 89' |     | Barajas 35' Luna 49' |

| Isotopes Park, Albuquerque, Új-Mexikó Nézőszám: 5 266 Játékvezető: Malik Badawi |

| 2024. május 8. 19:30 PDT |

| Seattle Sounders          | 2–2 (hosszabbítás után) | Louisville City                    |
| ------------------------- | ----------------------- | ---------------------------------- |
| Rothrock 41' Musovski 62' |                         | Totsch 67' (11-esből) Gonzalez 89' |
| Büntetőpárbaj             |                         |                                    |
|                           | 5–4                     |                                    |

| Starfire Sports, Tukwila, Washington Nézőszám: 3 207 Játékvezető: Ricardo Ocampo |

| 2024. május 8. 19:30 PDT |

| Las Vegas Lights | 1–3 | Los Angeles                  |
| ---------------- | --- | ---------------------------- |
| Smart 56'        |     | Kamara 47' Olivera 70' 90+1' |

| Cashman Field, Las Vegas, Nevada Nézőszám: 3 495 Játékvezető: James Duling |

## Nyolcaddöntő
| 2024. május 21. 19:00 EDT |

| Charleston Battery | 0–0 (hosszabbítás után) | Atlanta United |
| ------------------ | ----------------------- | -------------- |
|                    |                         |                |
| Büntetőpárbaj      |                         |                |
|                    | 4–5                     |                |

| Patriots Point Soccer Complex, Mount Pleasant, Dél-Karolina Nézőszám: 5 000 Játékvezető: Fabio Tovar |

| 2024. május 21. 19:30 EDT |

| New York City II | 0–3 | New Mexico United                   |
| ---------------- | --- | ----------------------------------- |
|                  |     | Flanagan 50' Maples 65' Herbert 86' |

| Belson Stadion, New York, New York Nézőszám: 534 Játékvezető: Joshua Encarnación |

| 2024. május 21. 19:30 CDT |

| Sporting Kansas City                       | 4–0 | Tulsa |
| ------------------------------------------ | --- | ----- |
| Hernández 38' 63' Afrifa 45+3' Tzionis 65' |     |       |

| Children’s Mercy Park, Kansas City, Kansas Nézőszám: 10 088 Játékvezető: Jorge Gonzalez |

| 2024. május 21. 19:00 PDT |

| Sacramento Republic                          | 4–3 (hosszabbítás után) | San Jose Earthquakes             |
| -------------------------------------------- | ----------------------- | -------------------------------- |
| Phillips 17' 38' Fernandes 106' Herrera 107' |                         | Judd 11' Espinoza 80' López 100' |

| Heart Health Park, Sacramento, Kalifornia Nézőszám: 5 817 Játékvezető: Allen Chapman |

| 2024. május 21. 19:30 PDT |

| Los Angeles                      | 3–0 | Loudoun United |
| -------------------------------- | --- | -------------- |
| Tillman 8' Olivera 52' Ángel 61' |     |                |

| BMO Stadion, Los Angeles, Kalifornia Nézőszám: 4 689 Játékvezető: Geoff Cameron |

| 2024. május 22. 19:00 EDT |

| Indy Eleven                         | 3–0 | Detroit City |
| ----------------------------------- | --- | ------------ |
| Carroll 14' Williams 33' Ofeimu 36' |     |              |

| IU Michael A. Carroll Track & Soccer Stadion, Indianapolis, Indiana Játékvezető: Yosuke Araki |

| 2024. május 22. 19:30 EDT |

| Tampa Bay Rowdies    | 1–2 | Dallas                     |
| -------------------- | --- | -------------------------- |
| Pérez 85' (11-esből) |     | Delgado 15' Farrington 26' |

| Al Lang Stadion, St. Petersburg, Florida Nézőszám: 1 862 Játékvezető: Guido Gonzalez |

| 2024. május 22. 19:30 PDT |

| Seattle Sounders                       | 2–1 | Phoenix Rising          |
| -------------------------------------- | --- | ----------------------- |
| Roldán 68' (11-esből) Kossa-Rienzi 88' |     | Cabral 45+5' (11-esből) |

| Starfire Sports, Tukwila, Washington Nézőszám: 3 314 Játékvezető: Brandon Stevis |

## Negyeddöntő
| 2024. július 9. 19:00 EDT |

| Atlanta United | 1–2 | Indy Eleven              |
| -------------- | --- | ------------------------ |
| Firmino 90+2'  |     | Williams 31' McCarty 83' |

| Fifth Third Stadion, Kennesaw, Georgia Nézőszám: 2 417 Játékvezető: Sergii Demianchuk |

| 2024. július 9. 20:00 PDT |

| Sacramento Republic | 1–2 | Seattle Sounders       |
| ------------------- | --- | ---------------------- |
| Herrera 49'         |     | Atencio 16' Morris 31' |

| Heart Health Park, Sacramento, Kalifornia Nézőszám: 11 569 Játékvezető: Ted Unkel |

| 2024. július 10. 20:00 CDT |

| Sporting Kansas City  | 2–1 (hosszabbítás után) | Dallas   |
| --------------------- | ----------------------- | -------- |
| Agada 77' Rosero 111' |                         | Musa 86' |

| Children’s Mercy Park, Kansas City, Kansas Nézőszám: 12 943 Játékvezető: Tim Ford |

| 2024. július 10. 20:00 PDT |

| Los Angeles                        | 3–1 | New Mexico United |
| ---------------------------------- | --- | ----------------- |
| Tillman 6' Martínez 37' Bogusz 77' |     | Hurst 57'         |

| BMO Stadion, Los Angeles, Kalifornia Nézőszám: 7 846 Játékvezető: Allen Chapman |

## Elődöntő
| 2024. augusztus 27. 19:00 CDT |

| Sporting Kansas City   | 2–0 | Indy Eleven |
| ---------------------- | --- | ----------- |
| Russell 14' Rosero 35' |     |             |

| Children’s Mercy Park, Kansas City, Kansas Nézőszám: 10 812 Játékvezető: Rosendo Mendoza |

| 2024. augusztus 28. 19:30 PDT |

| Seattle Sounders | 0–1 | Los Angeles            |
| ---------------- | --- | ---------------------- |
|                  |     | Bouanga 83' (11-esből) |

| Starfire Sports, Tukwila, Washington Nézőszám: 4 109 Játékvezető: Ricardo Fierro |

## Döntő
| 2024. szeptember 25. 19:30 PDT |

| Los Angeles                        | 3–1 (hosszabbítás után) | Sporting Kansas City |
| ---------------------------------- | ----------------------- | -------------------- |
| Giroud 53' Campos 102' Kamara 109' |                         | Thommy 60'           |

| BMO Stadion, Los Angeles, Kalifornia Nézőszám: 22 214 Játékvezető: Armando Villarreal |

A kupát a Los Angeles csapata nyerte meg.